# 谷秀衡
谷秀衡（1948年9月1日—2005年2月19日），前中國國民黨大老、「反共鐵人」谷正綱五子中的第四子，於家中七位子女中排行第六。國立台灣大學化學系學士、卡內基美隆大學化學系博士。
他的座右銘為：『謀利當謀大眾利，求名應圖即世名』，這是其父親給予的勉勵。
谷秀衡是前惠氏藥廠台灣分公司總裁，在惠氏台灣分公司及其前身台灣氰胺服務的二十五年內帶領公司成為國內一流的外商企業，推動惠氏台灣分公司成為惠氏亞太運籌中心，對於「根留台灣」功不可沒。他因表现卓越，先後收到蒋经国、李登辉、陈水扁总统的接见，并和后来成为总统的台北市長马英九有長期合作。
2005年2月19日在臺北市意外墜樓身亡，並安葬於金寶山。

## 教育
谷秀衡的教育之路只能用一帆風順來形容。在高中順利考上台師大附中後，他積極參與社團，擅長跳舞與歌唱。
他原本已經保送國立政治大學，卻堅持參加大學聯考，也順利考進國立台灣大學化學系。
受家父的影響，他沒有一絲的驕縱之氣。同班同學對台灣皆有貢獻，其中包括黃鎮台、牟中原、孫璐西 （页面存档备份，存于）等。
1970年與其雙胞胎弟弟谷家恆一起畢業。
由於成績優異，在服完中華民國憲兵的兵役後，申請到美國卡內基美隆大學化學博士的全額獎學金，並於五年的超快速度直攻博士學位。其論文是關於核子化學（Nuclear Chemistry）。

## 職涯
1975年在取得博士學位後，經指導教授推薦進入Brooklyn National Laboratory進行核子科學的研究。在這四年中，徹底了解核子科學的所有可能性。
由於父親的勸導「你們取得博士學位，是要為自己的國家奮鬥」，決定回祖國服務。雖然薪資水平是天堂與地獄的差別，但感念於父母的養育與教導之恩，於1980年跟隨長兄谷家泰的腳步回到台灣氰胺服務，擔任台灣氰胺新豐廠廠長。受限於當時的時空背景，台灣所有的外商幾乎都由香港人擔任總經理。但由於受到良好的家教及教育，也受惠於父親的庇蔭，所以在短時間內即受到台灣氰胺總經理陳世德的提攜與拔擢。
在短短的七年後，1987年正式成為台灣氰胺的總經理。

## 意外逝世
谷秀衡在惠氏台灣分公司服務25年、其中擔任總裁6年，對工作充滿熱情，2005年從日本渡假回來，休假在家時在陽台整理花草，卻因下雨地面溼滑，重心不穩，從11樓高的住處跌落到一樓，已經沒有生命跡象，送醫急救仍宣告不治。

## 著作
傑出精粹

## 助学金与奖学金
谷秀衡的同学为了纪念他们的好同学，特别集资在其母校台湾大学化学系创立谷秀衡博士助学金。本獎學金由於經費用鑿，已經停止受理。